# Герб комуни Естерокер
Герб комуни Естерокер (швед. Österåkers kommunvapen) — символ шведської адміністративно-територіальної одиниці місцевого самоврядування комуни Естерокер. 

## Історія
Герб було розроблено для ландскомуни Естерокер. Отримав королівське затвердження 1957 року.    
Після адміністративно-територіальної реформи, проведеної в Швеції на початку 1970-х років, муніципальні герби стали використовуватися лишень комунами. Цей герб був перебраний для нової комуни Естерокер.
Герб комуни офіційно зареєстровано 1983 року.

## Опис (блазон)
У синьому полі срібний вітрильник з чорною обшивкою, наповнений золотими товарами.

## Зміст
Вітрильник символізує важливість судноплавства для промисловості узбережжя та архіпелагу.     